# Partit Socialdemòcrata de Suècia
El Partit Socialdemòcrata Suec (en suec Sveriges socialdemokratiska arbetareparti) es presenta a les eleccions amb la denominació Partit dels treballadors - Socialdemòcrates (Arbetarepartiet-Socialdemokraterna). El dels Socialdemòcrates, com se'ls sol denominar generalment (Socialdemokraterna) és el més antic partit polític i el més gran de Suècia. El partit va ser fundat el 1889. En 1917 hi va haver una escissió de la qual els comunistes i els revolucionaris d'esquerres van formar el que és ara el Partit de l'Esquerra. El símbol del partit és la tradicional rosa roja.
El Partit Socialdemòcrata Suec és l'arquitecte de l'Estat de Benestar en aquell país, sent un dels exemples més coneguts en el món de la posada en pràctica del model socialdemòcrata de desenvolupament. El logo del seu partit està dissenyat pel valencià Xavier Mariscal.

## Història
L'agost de 2021, Stefan Löfven va anunciar que dimitiria com a líder del partit al congrés del partit el 4 de novembre de 2021, en què Magdalena Andersson va ser elegida líder del Partit, convertint-se en la segona líder femenina del partit després de Mona Sahlin. El 10 de novembre Löfven va dimitir formalment del seu càrrec de primer ministre, que passà a Andersson.
De cara a les eleccions generals sueques de 2022 de l'11 de setembre, Andersson va desplaçar els socialdemòcrates cap a l'esquerra amb la publicació el maig de 2021 del document Polítiques distributives per a la igualtat i la justícia, que criticava les creixents desigualtats sorgides de les decisions polítiques dels governs anteriors d'esquerra i dreta. Després que la seva coalició perdés la majoria a les eleccions, Andersson va anunciar la seva intenció de dimitir com a primer ministre i va ser succeïda pel moderat Ulf Kristersson el 18 d'octubre de 2022, però va mantenir-se com a líder del partit.
En el congrés de maig de 2025 el partit va redirigir les posicions del partit de cara a les eleccions generals sueques de 2026 amb una política d'immigració més estricta, noves mesures proposades per combatre la delinqüència i plans per enfortir l'estat del benestar.

## Líders del Partit Socialdemòcrata
| Nom                  | Mandat    |
| -------------------- | --------- |
| lideratge col·lectiu | 1889-1896 |
| Claes Tholin         | 1896-1907 |
| Hjalmar Branting     | 1907-1925 |
| Per Albin Hansson    | 1925-1946 |
| Tage Erlander        | 1946-1969 |
| Olof Palme†          | 1969–1986 |
| Ingvar Carlsson      | 1986–1996 |
| Göran Persson        | 1996–2007 |
| Mona Sahlin          | 2007-2011 |
| Håkan Juholt         | 2011-2012 |
| Stefan Löfven        | 2012-2021 |
| Magdalena Andersso   | 2021-     |

† = assassinat en el càrrec

## Resultats electorals

### Riksdag
| Any      | Líder               | Vots      | %         | Escons    | +/– | Govern              |
| -------- | ------------------- | --------- | --------- | --------- | --- | ------------------- |
| 1896     | Claes Tholin        | 206       | 0.1 (#5)  | 1 / 230   | 1   | Oposició            |
| 1899     | Claes Tholin        | 313       | 0.2 (#5)  | 1 / 230   | =   | Oposició            |
| 1902     | Claes Tholin        | 6,321     | 3.5 (#3)  | 4 / 230   | 3   | Oposició            |
| 1905     | Claes Tholin        | 20,677    | 9.5 (#3)  | 13 / 230  | 9   | Oposició            |
| 1908     | Hjalmar Branting    | 45,155    | 14.6 (#3) | 34 / 230  | 21  | Oposició            |
| 1911     | Hjalmar Branting    | 172,196   | 28.5 (#3) | 64 / 230  | 30  | Oposició            |
| Mar 1914 | Hjalmar Branting    | 228,712   | 30.1 (#3) | 73 / 230  | 9   | Oposició            |
| Sep 1914 | Hjalmar Branting    | 266,133   | 36.4 (#2) | 87 / 230  | 14  | Oposició            |
| 1917     | Hjalmar Branting    | 228,777   | 31.1 (#1) | 87 / 230  | 1   | Coalició            |
| 1920     | Hjalmar Branting    | 195,121   | 29.6 (#1) | 75 / 230  | 11  | Oposició            |
| 1921     | Hjalmar Branting    | 630,855   | 36.2 (#1) | 93 / 230  | 18  | Minoria (1921–23)   |
| 1921     | Hjalmar Branting    | 630,855   | 36.2 (#1) | 93 / 230  | 18  | Oposició (1923–24)  |
| 1924     | Hjalmar Branting    | 725,407   | 41.1 (#1) | 104 / 230 | 11  | Minoria (1924–26)   |
| 1924     | Hjalmar Branting    | 725,407   | 41.1 (#1) | 104 / 230 | 11  | Oposició (1926–28)  |
| 1928     | Per Albin Hansson   | 873,931   | 37.0 (#1) | 90 / 230  | 14  | Oposició            |
| 1932     | Per Albin Hansson   | 1,040,689 | 41.7 (#1) | 104 / 230 | 14  | Minoria (1932–1936) |
| 1932     | Per Albin Hansson   | 1,040,689 | 41.7 (#1) | 104 / 230 | 14  | Oposició (1936)     |
| 1936     | Per Albin Hansson   | 1,338,120 | 45.9 (#1) | 112 / 230 | 9   | Coalició            |
| 1940     | Per Albin Hansson   | 1,546,804 | 53.8 (#1) | 134 / 230 | 22  | Coalició            |
| 1944     | Per Albin Hansson   | 1,436,571 | 46.6 (#1) | 115 / 230 | 19  | Majoria             |
| 1948     | Tage Erlander       | 1,789,459 | 46.1 (#1) | 112 / 230 | 3   | Minoria             |
| 1952     | Tage Erlander       | 1,729,463 | 46.1 (#1) | 110 / 230 | 2   | Coalició            |
| 1956     | Tage Erlander       | 1,729,463 | 44.6 (#1) | 106 / 231 | 4   | Coalició            |
| 1958     | Tage Erlander       | 1,776,667 | 46.2 (#1) | 111 / 231 | 5   | Minoria             |
| 1960     | Tage Erlander       | 2,033,016 | 47.8 (#1) | 114 / 232 | 3   | Minoria             |
| 1964     | Tage Erlander       | 2,006,923 | 47.3 (#1) | 113 / 233 | 1   | Minoria             |
| 1968     | Tage Erlander       | 2,420,242 | 50.1 (#1) | 125 / 233 | 12  | Majoria             |
| 1970     | Olof Palme          | 2,256,369 | 45.3 (#1) | 163 / 350 | 38  | Minoria             |
| 1973     | Olof Palme          | 2,247,727 | 43.6 (#1) | 156 / 350 | 7   | Minoria             |
| 1976     | Olof Palme          | 2,324,603 | 42.7 (#1) | 152 / 349 | 4   | Oposició            |
| 1979     | Olof Palme          | 2,356,234 | 43.2 (#1) | 154 / 349 | 2   | Oposició            |
| 1982     | Olof Palme          | 2,533,250 | 45.6 (#1) | 166 / 349 | 12  | Minoria             |
| 1985     | Olof Palme          | 2,487,551 | 44.7 (#1) | 159 / 349 | 7   | Minoria             |
| 1988     | Ingvar Carlsson     | 2,321,826 | 43.2 (#1) | 156 / 349 | 3   | Minoria             |
| 1991     | Ingvar Carlsson     | 2,062,761 | 37.7 (#1) | 138 / 349 | 18  | Oposició            |
| 1994     | Ingvar Carlsson     | 2,513,905 | 45.2 (#1) | 161 / 349 | 23  | Minoria             |
| 1998     | Göran Persson       | 1,914,426 | 36.4 (#1) | 131 / 349 | 30  | Minoria             |
| 2002     | Göran Persson       | 2,113,560 | 39.9 (#1) | 144 / 349 | 13  | Minoria             |
| 2006     | Göran Persson       | 1,942,625 | 35.0 (#1) | 130 / 349 | 14  | Oposició            |
| 2010     | Mona Sahlin         | 1,827,497 | 30.7 (#1) | 112 / 349 | 18  | Oposició            |
| 2014     | Stefan Löfven       | 1,932,711 | 31.0 (#1) | 113 / 349 | 1   | Coalició            |
| 2018     | Stefan Löfven       | 1,830,386 | 28.3 (#1) | 100 / 349 | 13  | Coalició (2018–21)  |
| 2018     | Stefan Löfven       | 1,830,386 | 28.3 (#1) | 100 / 349 | 13  | Minoria (2021–22)   |
| 2022     | Magdalena Andersson | 1,964,474 | 30.3 (#1) | 107 / 349 | 7   | Oposició            |

### Parlament Europeu
| Any  | Líder             | Vots      | %          | Escons       | +/−       | Grup |
| ---- | ----------------- | --------- | ---------- | ------------ | --------- | ---- |
| 1995 | Maj Britt Theorin | 752,817   | 28.1 (#1)  | 7 / 22       |           | PES  |
| 1999 | Pierre Schori     | 657,497   | 26.0 (#1)  | 6 / 22       | 1         | PES  |
| 2004 | Inger Segelström  | 616,963   | 24.6 (#1)  | 5 / 19       | 1         | PES  |
| 2009 | Marita Ulvskog    | 773,513   | 24.4 (#1)  | 5 / 186 / 20 | - = 0 - 1 | S&D  |
| 2014 | Marita Ulvskog    | 899,074   | 24.2 (#1)  | 5 / 20       | 1         | S&D  |
| 2019 | Heléne Fritzon    | 974,589   | 23.5 (#1)  | 5 / 20       | =         | S&D  |
| 2024 | Heléne Fritzon    | 1,039,676 | 24.78 (#1) | 5 / 21       | =         | S&D  |